# Sztüx

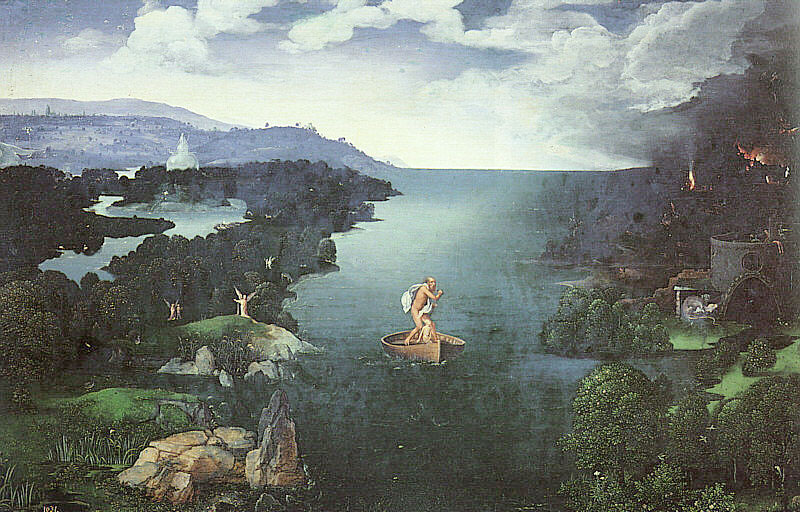
Joachim Patenier: Kharón a Sztüx vizén, 1515-24., Prado Múzeum, Madrid

A Sztüx (görögül: Στυξ) a görög mitológiában Ókeanosz és Téthüsz leánya, az ókeaniszok egyike. Az élők és holtak birodalmát elválasztó határfolyó megszemélyesítője, amely kilenc kanyarulattal fut az alvilág legmélyére, oda, ahol Hadész palotája emelkedik. A négy alvilági folyó a Sztüx (gyűlölt), a Phlegethón (égő), az Akherón (örömtelen) és a Kókütosz (jajgatás) átszelik a poklot, és óriási, szörnyű mocsárban egyesülnek. Hadész birodalmának további fontos folyói a Léthé, amelyből feledést isznak az árnyak és az Eridanosz, a jótettekre való emlékezés vize.
Az istenek tisztelték a folyót: „méltósága onnan ered, hogy istensége segítette Zeuszt Kronosz elleni harcában”. Ezért azt kapta Zeusztól, hogy a legnagyobb eskü, amit csak az istenek ismernek, az ő nevét idézze („Hallja meg hát az Ég és Föld, és az alvilági Sztüx folyó vize…”). A Sztüx nevére esküdött Zeusz kedvesének Szemelének, hogy teljesíti kívánságát: a királylány azt kérte, hogy Zeusz istensége teljességében, mennyei fényben mutatkozzék meg előtte, amely látvány a lány halálát okozta. Hélioszt is fiának Phaethónnak tett esküje kötötte, amikor megengedte neki, hogy egy nap ő vezesse fel az égre a fényt hozó napszekeret, amiért a fiú az életével fizetett, mert a szekeret túl közel vezette a Földhöz, és az majdnem kigyulladt, és ezért Zeusz villámával sújtotta. Azoknak az isteneknek, akik megszegték a folyó nevére tett esküjüket, inniuk kellett annak vizéből, és ettől kilenc évre elveszítették hangjukat és csak a tizedik esztendőben térhettek vissza az istenek karába, az Olümposzra.
A mondavilág szerint a Sztüxnek, csodálatos varázsereje volt – halhatatlanságot adott. Akhilleuszt anyja közvetlenül születése után belemártotta a Sztüx vizébe, így próbálva megvédeni a rá váró végzettől. Ez sebezhetetlenné tette a fiút, a sarkát kivéve, amelynél fogva Thetisz a vízbe tartotta. Testének e védtelen pontja az „Achilles-sarok”, a mai modern szóhasználatban is valaminek, vagy valakinek a sebezhető, gyenge pontját jelenti.
A Sztüx a görög mondakör szerint az alvilág első állomása volt. Itt dolgozott Kharón a révész – akinek létezésében a modern időkig hittek –, aki a holtak lelkét szállította a folyón át a túlvilágba, ahol az igazak Elüszionba, a vétkesek pedig Tartaroszba jutottak.
Más források szerint Kharón az Akherón révésze volt. Az Isteni színjátékban úgy olvashatjuk, hogy Dantét és Vergiliust Phlégiasz viszi át a Sztüx állandóan örvénylő zavaros vizén a pokol ötödik körébe, ahol a haragosok tépik, marcangolják egymást.

## Istennő

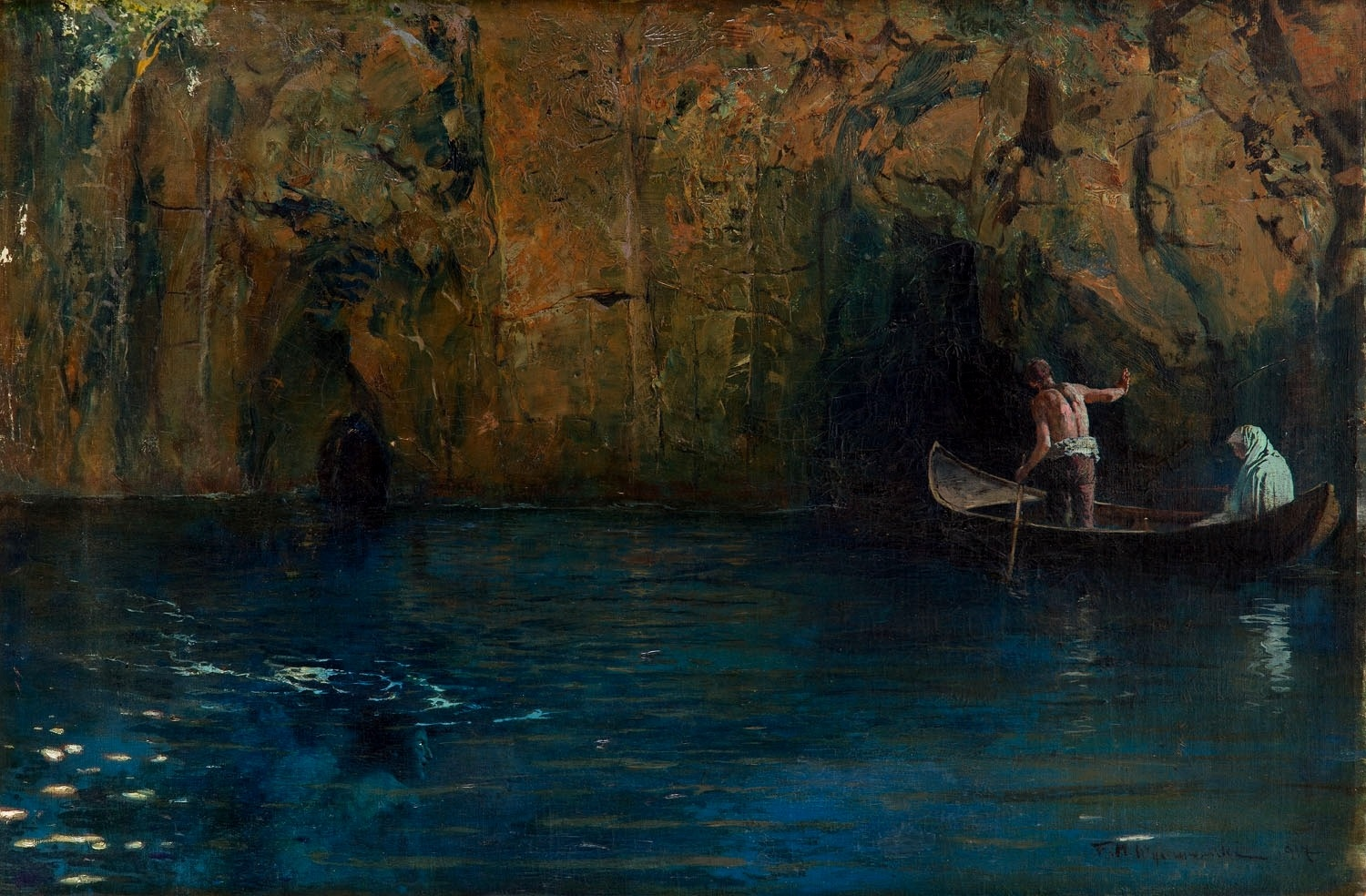
Kharón csónakja (1917)

A Sztüx eredetileg az alvilági folyó istennőjének neve, aki Ókeanosz és Téthüsz leánya volt, a legbölcsebb és leghatalmasabb az ókeaniszok között. Pallasztól született négy gyermeke Zélosz, Niké, Kratosz és Bié.
Sztüx a titanomakhia idején egész családjával Zeuszt támogatta – az első volt, aki a főisten segítségére sietett. Jutalma az lett, hogy a legszentebb eskü az ő nevét idézi – az istenek a Földre, Égboltra és a Sztüx vizére esküsznek, így olvashatjuk mind az Iliaszban, mind az Odüsszeiában.
Sztüx két másik nevet is viselt, Gorgüra vagy Orphné néven is ismerték. Egy mítoszváltozatban Akheróntól is született gyermeke, Aszkalaphosz, aki Perszephoné és Koré mítoszában játszik szerepet.

## Nimfa
A Sztüx nevét viseli a vizet gondozó naiasz nimfa is, akinek alakja gyakran összemosódik az istennőével.

## Megjelenése a művészetben
Amióta világ a világ, a halál és a túlvilági élet témája jelen van a műalkotásokban és a filozófiai művekben. A Sztüx és a hozzá kötődő görög mondakör történeteit számos hellén, majd római kori epikus költő és filozófus feldolgozta, sőt az i. e. 2-2. század között született első földrajzi könyvek szerzői is keresik és feltérképezik a mondabeli vidékeket.
Az alábbi felsorolás érzékelteti hány korabeli írásban olvashatunk a Sztüxről és félelmetes vidékéről:
- Homérosz Iliasz, Odüsszeia,
- Hésziodosz Theogony,
- Apollodori Bibliotheca,
- Platón Phaidón,
- Kallimakhosz Himnuszok,
- Sztrabón Geographika,

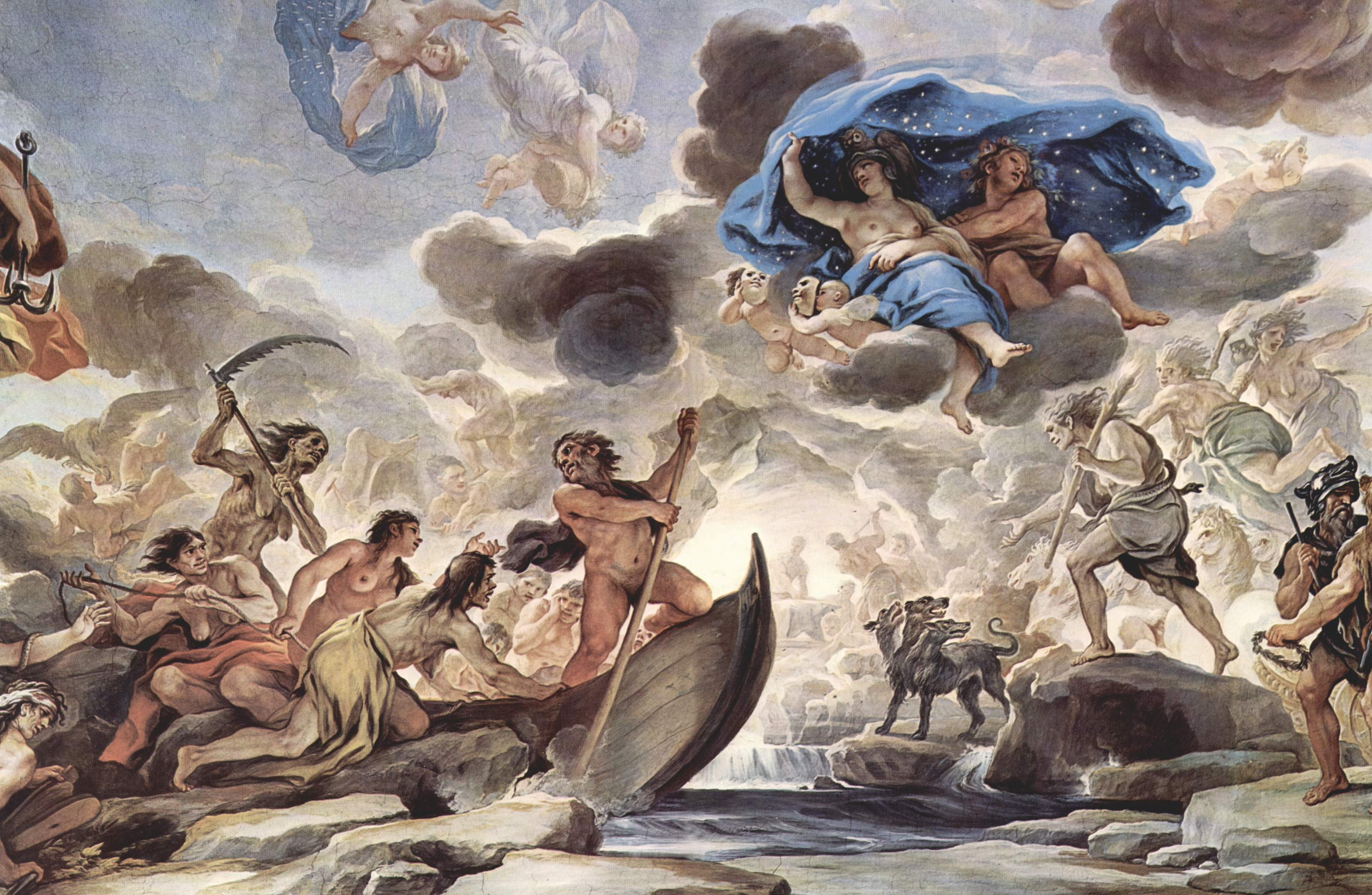
Luca Giordano: Kharón bárkája, az Álom, az Éjszaka és Morpheusz freskó, Medici Palota, Firenze

- Hérodotosz Történelem (Hisztoriai),
- Pauszaniasz Görögország leírása,
- Ptolemaiosz Klaudiosz Bevezetés a földrajztudományba,
- Nonnosz Dionüsziaka,
- Vergilius Aeneis,
- Ovidius Átváltozások ( Metamorphoses),
- Statius Akhilleusz,
- Apuleius az Aranyszamár
- Dante Isteni színjáték (Divina Commedia).

A képzőművészeti alkotásokon a Sztüx mint folyó jelenik meg. Az alkotók leggyakrabban az átkelés jelenetét ábrázolták, amikor a révész csónakjába veszi a holt lelkeket és átszeli velük a folyó zavaros habjait.

## Szimbolika
”Michelangelo a firenzei Medici-kápolna befejezetlenül maradt szoborkompozíciójába illesztette be az alvilági folyók tervét. Elképzelésében a négy folyó a négy elem, a négy magatartásforma, a négy évszak és a négy napszak szimbolikájával kapcsolódik össze. Így az Akherón a levegőhöz, a szangvinikus alkathoz, a tavaszhoz és a reggelhez kapcsolható. A Phlegethónhoz a tűz, a kolerikus magatartás, a nyár és a nappal tartozik. A Sztüx a földet, a melankóliát, az őszt és az alkonyt szimbolizálja, míg a Kókütosz a vízzel, a flegmatikus jellemmel, a téllel és az éjszakával rokon.”

## Érdekességek
- Az árkádiai Sztüx patak mérgező vizéről és az árkádiai föld alá bukó folyókról Sztrabón is írt. [4]
- Veni Styx: magyar rockbanda, Torres Dániel a Megasztár 2. tehetségkutató műsor révén elhíresült hazai énekes – gitáros zenekara.
- A Soul Calibur III című videójáték „Cervantes az oroszlán” nevű figurájának kardjait, amelytől az általa legyőzöttek azonnal a pokolra jutnak, a Sztüx és Phlegethón folyókról nevezték el.